# Jaime Viñals
Pour les articles homonymes, voir Viñals.
Jaime Viñals Mazanet (né le 17 novembre 1966) est un alpiniste guatémaltèque. Il est le premier centraméricain à avoir gravi le plus haut sommet de la planète, le mont Everest, et aussi le premier à atteindre les sept sommets, les plus hauts de chacun des sept continents.

## Biographie
Il est né dans la ville de Guatemala. Il étudie la biologie à l’université San Carlos de Guatemala.  Il commence à faire de l’escalade dans le pays en 1987 à l’âge de 26 ans. Depuis il a gravi plus de 300 sommets dans 42 pays.
Viñals fait sa première tentative sur l’Everest au printemps 1994. Après avoir passé les 8 000 mètres, l’expédition échoue à cause du mauvais temps. Le groupe réussit néanmoins à établir une nouvelle voie d’ascension. Viñals revient à l’Everest au printemps 1999, et entreprend l’escalade par l'itinéraire sud. Il se blesse et l’ascension reste encore une fois  inaccomplie.
En 2001 Viñals avait déjà gravi les sept sommets à l’exception du mont Everest. Il effectue alors sa troisième tentative par le très peu fréquenté itinéraire nord. Lui et son équipe arrivent au sommet le 23 mai ; ils seront secourus au 3e ressaut le 24 mai par Dave Hahn, Tap Richards, les sherpas Phu Nuru et Phu Dorje. Par ce succès il devient la troisième personne d’Amérique latine à avoir gravi les sept sommets et le premier centraméricain à avoir relevé ce défi.
En 2002 il se lance dans le projet d’escalader le sommet le plus haut de chacune des sept îles les plus grandes du monde. Il termine par l’ascension du mont Maromokotro à Madagascar en 2006 malgré quelques contretemps politiques, logistiques et économiques.
| Île             | Sommet          | Altitude |
| --------------- | --------------- | -------- |
| Groenland       | Gunnbjørn Fjeld | 3 693 m  |
| Nouvelle-Guinée | Mont Wilhelm    | 4 509 m  |
| Bornéo          | Mont Kinabalu   | 4 101 m  |
| Madagascar      | Maromokotro     | 2 876 m  |
| Île de Baffin   | Tête Blanche    | 2 156 m  |
| Sumatra         | Kerinci         | 3 800 m  |
| Honshū          | Mont Fuji       | 3 776 m  |

Son dernier succès a été l’ascension des sept sommets andins, défi qu’aucun centraméricain n’avait réalisé jusqu’alors.

## Récompenses
En 1995, Viñals est décoré de La orden del quetzal par le président Ramiro de León Carpio.